# БРИКС
БРИКС (англ. BRICS — сокращение от Brazil, Russia, India, China, South Africa) — объединение десяти государств: Бразилии, России, Индии, КНР, ЮАР, ОАЭ, Ирана, Египта, Эфиопии и Индонезии, основанное в июне 2009 года (как БРИК, BRIC) в рамках Петербургского экономического форума с участием министров экономики Бразилии, России, Индии, Китая.
Ко времени проведения XVI саммита БРИКС, который проходил с 22 по 24 октября 2024 года в российском городе Казани, в статусе стран, приглашённых в состав объединения, значились Саудовская Аравия (не подтвердила членство в БРИКС) и Аргентина (отказалась от вступления). На саммите БРИКС в России в 2024 году была предложена новая категория государств, имеющих отношение к БРИКС — 13 государств (Алжир, Беларусь, Боливия, Вьетнам, Индонезия, Казахстан, Куба, Малайзия, Нигерия, Таиланд, Турция, Уганда, Узбекистан) получили статус «стран — партнёров БРИКС». После присоединения Индонезии к БРИКС 6 января 2025 года, количество «стран — партнёров БРИКС» составило 12 государств.
Китай, с его большой долей ВВП в группе, играет доминирующую роль в объединении. Председательствует государство-участник в течение календарного года на ротационной основе. С 2009 года главы государств БРИКС ежегодно встречаются на официальных саммитах в председательствующей стране. Помимо саммитов, встречи проходят на уровне глав ведомств иностранных дел, финансов и других.

## Название
Сокращение БРИК (BRIC) было впервые предложено аналитиком Джимом О’Нилом в ноябре 2001 года в аналитической записке банка «Goldman Sachs» Building Better Global Economic BRICs (Строим лучшую мировую экономику). Аналитик объединил в акрониме четыре динамично развивающиеся экономики того времени, О’Нил акцентировал внимание на том, что эти четыре государства (Бразилия, Россия, Индия и Китай) имеют потенциал стать значительной экономической силой в течение следующего десятилетия, обеспечив наибольший рост своих фондовых рынков. Последовательность букв в слове определяется не только благозвучием, но и тем, что само слово в английской транскрипции BRICS очень похоже на английское слово bricks — «кирпичи» и эта последовательность (созвучная brick/bricks, «кирпич/кирпичи»), не случайна — таким образом подчёркивалось, что за счёт роста этих стран во многом будет строиться дальнейший рост всей мировой экономики.
Ассоциация с кирпичами для аббревиатуры БРИК / БРИКС сохраняется не только в английском языке:
в Китае БРИК — это тоже был «кирпич» (磚, читается как чжуань), а после стабилизации экономик стран-участников к 2010 г. от международного финансового кризиса 2007—2008 гг. БРИК и БРИКС стали буквально «золотым кирпичом из стран» (金砖国家, читается как цзиньчжуань гоцзя).
В связи с введением ЮАР в состав БРИК в 2010 году в Рунете появилась альтернативная БРИКС русская аббревиатура БРЮКИ (Бразилия, Россия, ЮАР, Китай, Индия). А когда в июне 2022 года заявки на вступление подали Иран и Аргентина, некоторое время ходила очередная шутка, что с новыми странами-участницами формат нужно переименовать в БАРСИКИ.
В начале 2024 года к БРИКС присоединились новые страны, после этого объединение часто стали называть БРИКС+.

## Состав организации БРИКС
В настоящий момент (февраль 2025 года) членами БРИКС являются 10 государств. В разное время около 40 стран выражали заинтересованность в присоединении к БРИКС, около 20 из них официально обращались с просьбами о приёме. Были случаи, когда лидеры государств заявляли о желании войти в организацию, но затем по тем или иным причинам меняли точку зрения. К октябрю 2024 года в статусе «приглашённых стран» значились Саудовская Аравия и Аргентина. На саммите БРИКС в России в 2024 году была предложена новая категория государств, имеющих отношение к БРИКС — партнёры БРИКС.

### Члены БРИКС
- Бразилия — 11-я экономика мира по ВВП[12], 8-я экономика мира по ВВП по ППС[13], значительные запасы природных ресурсов, крупный экспорт сельскохозяйственной продукции;
- Россия — 8-я экономика мира по ВВП[12], 4-я экономика мира и 1-я Европы по ВВП по ППС[13], крупнейшие запасы минеральных ресурсов, крупнейшие запасы природного газа, имеет крупнейшую в мире территорию, одна из крупнейших в мире ядерных держав;
- Индия — 5-я экономика мира по ВВП[12], 3-я экономика мира по ВВП по ППС[13], дешёвые интеллектуальные ресурсы, крупнейшее в мире население;
- Китай — 2-я экономика мира по ВВП[12], 1-я экономика мира по ВВП по ППС[13] и 1-й в мире экспортёр («мировая фабрика»), обладатель одного из крупнейших в мире валютных резервов, одна из двух стран в мире с населением более 1 млрд человек.
- Южно-Африканская Республика — 38-я экономика мира по ВВП[12], 32-я экономика мира по ВВП по ППС[13], разнообразные природные ресурсы;
- Иран — 41-я экономика мира по ВВП[12], 22-я экономика мира по ВВП по ППС[13], крупные запасы природных ресурсов;
- Египет — 32-я экономика мира по ВВП[12], 18-я экономика мира по ВВП по ППС[13], выгодное стратегическое положение;
- Эфиопия — 61-я экономика мира по ВВП[12], 56-я экономика мира по ВВП по ППС[13], вторая самая населённая страна Африки;
- Объединённые Арабские Эмираты — 29-я экономика мира по ВВП[12], 33-я экономика мира по ВВП по ППС[13];
- Индонезия — 16-я экономика мира по ВВП[12], 7-я экономика мира по ВВП по ППС[13].

### Приглашённые страны
- Саудовская Аравия (по состоянию на октябрь 2024 года не подтвердила членство в БРИКС);
- Аргентина (после официального приглашения в 2023 году отказалась от вступления).

### Партнёры БРИКС
- Беларусь
- Боливия
- Вьетнам
- Казахстан
- Куба
- Малайзия
- Нигерия
- Таиланд
- Турция
- Уганда
- Узбекистан

Присоединение к БРИКС в качестве стран-партнёров с 1 января 2025 года было подтверждено МИД России (в сообщении для СМИ от 27.12.2024) в отношении: Беларуси, Боливии, Казахстана, Кубы, Малайзии, Таиланда, Уганды, Узбекистана.
Присоединение к БРИКС в качестве страны-партнёра Нигерии было объявлено МИД Бразилии (пресс-релиз МИД Бразилии от 17.01.2025) .
Вьетнам официально присоединился к БРИКС в качестве партнера (июнь 2025).

## История создания и развития

### Формирование, начало деятельности

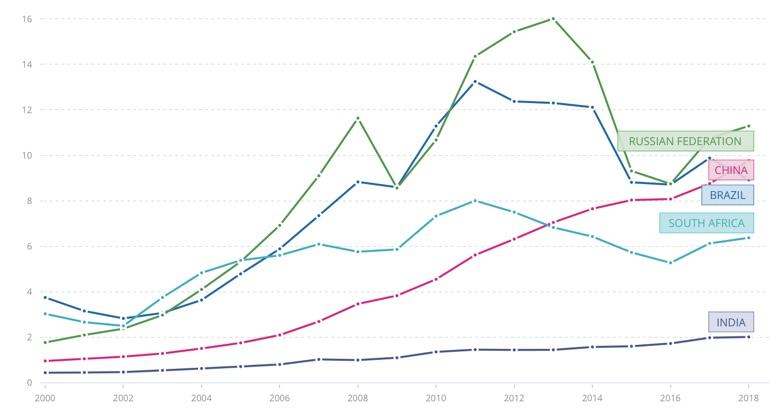
Динамика ВВП на душу населения в странах БРИКС в 2000—2018 годах, в тыс. долларов США

Организация была основана в июне 2006 года (как БРИК, BRIC) в рамках Петербургского международного экономического форума (ПМЭФ) с участием министров экономики Бразилии, России, Индии, Китая.
Взаимодействие стран в рамках БРИК началось в сентябре 2006 года: по инициативе президента России Владимира Путина «на полях» сессии Генеральной ассамблеи ООН в Нью-Йорке состоялась первая встреча глав внешнеполитических ведомств в формате БРИК. Итогом этой встречи стало подтверждение участниками заинтересованности в развитии многопланового четырёхстороннего сотрудничества.
Первоначальные члены организации (Бразилия, Индия, Китай, Россия) в первые годы после создания альянса входили в десятку крупнейших стран по территории, ВВП и численности населения.

### Первое расширение: ЮАР
12 ноября 2010 года на саммите G20 в Сеуле Южно-Африканская Республика (ЮАР) выразила желание присоединиться к БРИК. 21 декабря президент России Дмитрий Медведев и премьер-министр Индии Манмохан Сингх приняли совместное заявление, в котором одобрили идею подключения ЮАР к деятельности БРИК. 24 декабря 2010 года министр международных отношений и сотрудничества ЮАР Маите Нкоана-Машабане заявила, что она получила уведомление по телефону от главы МИД КНР Ян Цзечи, согласно которому Китай, председатель БРИК на тот момент, по согласованию с другими странами — членами организации приглашает ЮАР стать полноправным членом БРИК (БРИКС). Председатель КНР Ху Цзиньтао направил приглашение президенту ЮАР Джейкобу Зуме принять участие в саммите БРИКС в Китае в начале апреля 2011 года.
После присоединения ЮАР название группы было изменено с БРИК на БРИКС.

### Второе расширение: четыре страны
С середины 2010-х годов в политических и экспертных кругах шла дискуссия по расширению формата БРИКС до БРИКС+. Сотрудничество между пятью основными членами предполагалось расширить за счёт более широкого круга, сформированного каждым из членов в рамках соответствующих региональных интеграционных блоков и организаций.
В 2017 году «ноу-хау» китайского председательства стал формат «аутрич» с привлечением внерегиональных игроков — крупных стран Азии, Африки, Латинской Америки, многие из которых до этого момента не входили в сферу влияния председательствующей страны. Так, 28 стран приглашались к участию в форуме политических партий, мозговых центров и гражданских организаций БРИКС, состоявшемся в июне 2017 года в китайском городе Фучжоу. Среди тех, кого Китай пригласил к диалогу в формате БРИКС+, были представители Индонезии, Малайзии, Филиппин, Камбоджи, Египта, Нигерии, Эфиопии, Кении, Аргентины, Чили, Мексики. Часть этих стран благодаря своему региональному влиянию, экономическому потенциалу, размеру территории и численности населения по праву претендовали на то, чтобы надолго войти в ареал деятельности БРИКС.
В конце 2010-х потенциальными членами БРИКС в числе других государств виделись Иран, Индонезия, Турция; желание вступить выражали Египет, Аргентина, Нигерия, Сирия, Бангладеш, Греция, Саудовская Аравия (многие из этих стран входят в так называемую группу одиннадцати быстро развивающихся стран). 19 мая 2022 года глава МИД КНР Ван И предложил расширить состав группы БРИКС. 27 июня 2022 года Аргентина и Иран подали заявки на вступление. 14 июля 2022 года президент международного форума стран БРИКС Пурнима Ананд заявила о стремлении Турции, Египта и Саудовской Аравии стать членами.
К 2020 году по словам посла ЮАР в России Мзувукиле Макетук 13 стран были заинтересованы в членстве, и шесть из них уже подали официальные заявки (Алжир, Египет, Иран, Бахрейн, Саудовскую Аравию и ОАЭ). 14 июня 2023 года Египет подал заявку на вступление. 29 июня 2023 года Эфиопия официально подала заявку на вступление.
14 августа 2023 года министр иностранных дел ЮАР утвердил список из 23 стран, подавших официально заявки. 24 августа 2023 года президент ЮАР Сирил Рамафоса сообщил, что Аргентина, Иран, Саудовская Аравия, Египет, Эфиопия и ОАЭ были приглашены к членству в БРИКС. Дату присоединения назначили на 1 января 2024 года. После вступления в президентскую должность Хавьера Милея Аргентина отказалась от вступления в БРИКС. 1 января 2024 года Египет, Иран, ОАЭ и Эфиопия официально присоединились к БРИКС. 16 января 2024 года стало известно, что Саудовская Аравия ещё официально не присоединилась к организации. 6 января 2025 года правительство Бразилии объявило о присоединении Индонезии к БРИКС в качестве полноправного члена.

### Новые заявления о членстве
- 29 июля 2024 Анвар Ибрагим сообщил, что Малайзия подала заявку на вступление в БРИКС[36].
- 18 августа 2024 года посол Азербайджана заявил, что республика хотела бы присоединиться к БРИКС. 20 августа 2024 года Азербайджан подал заявку на вступление в БРИКС[37][38][39].
- 2 сентября 2024 года стало известно, что Турция подала заявку на вступление в БРИКС[40].
- 5 октября 2024 года появилась информация о том, что Сирийская Арабская Республика также подала заявку на членство в БРИКС[41].
- 16 октября 2024 года руководство Казахстана решило не вступать в БРИКС в обозримом будущем[42].

Ещё страны подавшие заявки в членство БРИКС:
 Бангладеш
 Бахрейн
 Боливия
 Венесуэла
 Вьетнам
 Гондурас
 Зимбабве
 Куба
 Кувейт
 Марокко
 Нигерия
 Никарагуа
 Пакистан
 Сенегал
 Сирия
 Таиланд
 Турция
 Уганда
 Чад
 Шри-Ланка
 Экваториальная Гвинея
 Эритрея
 Южный Судан

## Базовые тезисы организации
Тезис БРИКС (на основе статьи 2003 года «Мечтая о БРИК: Путь к 2050») предполагает, что Бразилия, Россия, Индия и Китай изменили свои политические системы, чтобы войти в систему глобальной экономики. Эксперты предсказывают, что Китай и Индия будут доминирующими глобальными поставщиками товаров промышленного назначения и услуг, в то время как Бразилия и Россия станут также доминирующими поставщиками сырья. Сотрудничество является, таким образом, вероятным — как логический шаг БРИКС, потому что Бразилия и Россия вместе логично формируют поставщиков Индии и Китая. Таким образом, у БРИКС есть потенциал сформировать сильный экономический блок — наподобие государств «Большой семёрки».
После окончания Холодной войны, или даже ранее, правительства стран БРИКС начали экономические и политические реформы, чтобы позволить своим странам стать частью мировой экономической системы. Чтобы быть конкурентоспособными на мировом рынке, эти страны сделали (каждая в разной степени) упор на образовании, иностранных инвестициях, внутреннем потреблении и внутреннем предпринимательстве. Согласно исследованию, у Индии есть потенциал наибольшего роста среди четырёх стран БРИК в следующие 30—50 лет. Главная причина — снижение рабочего возраста населения для Индии и Бразилии случится позже, чем для России и Китая.
Бразилия, Россия, Индия и Китай обладают значительным интеграционным потенциалом, реализация которого позволит более эффективно влиять на глобальные процессы.
Отчёт 2004 года
Международные эксперты выпустили в 2005 году отчёт по исследованию БРИК.
В отчёте утверждалось, что в странах БРИК число людей с годовым доходом более 3000 $ удвоится в течение трёх лет и достигнет 800 млн человек в течение десятилетия; это означало бы массивное увеличение среднего класса в этих странах. Вычислено, что к 2025 году число людей в странах БРИК, зарабатывающих свыше 15 000 $/год, может превысить 200 млн. Поэтому платёжеспособный спрос не будет ограничен лишь основными товарами, а повлияет и на более дорогие товары.
Согласно отчёту-2004, несмотря на рост, средний уровень богатства людей в более развитых экономиках продолжит опережать этот средний показатель в странах БРИК: эксперты оценивали, что к 2025 г. душевой доход в шести самых густонаселённых странах ЕС превысит 35 000 $/год, тогда как только приблизительно у 24 млн человек в БРИК будут подобные уровни дохода.
В отчёте отмечалась неэффективность Индии в использовании энергии и упоминалось о значимой недопредставленности этих экономик на глобальных экономических рынках.
Также подчеркивалось то обстоятельство, что огромное население БРИК создаёт относительную лёгкость для затмения совокупного богатства «Большой семёрки», в то время как уровни дохода на душу населения остаются далеко ниже нормы современных промышленно развитых стран. Это явление, как предсказывалось, затронет мировые рынки, поскольку многонациональные корпорации попытаются использовать в своих интересах огромные потенциальные рынки БРИК, производя, например, намного более дешёвые автомобили и другие товары промышленного назначения, доступные потребителям в пределах БРИК, вместо роскошных моделей, которые в настоящее время приносят большие доходы в автомобилестроении. Индия и Китай уже начали делать своё присутствие ощутимым в обслуживании и производственном секторе на мировой арене.
Отчёт 2007 года
Этот отчёт, подготовленный ведущими авторами Тушаром Поддаром и Евой И., дал понимание «возрастающей способности Индии к росту». Были приведены обновлённые числа проектирования, полученные с учётом тенденций возрастающего экономического роста Индии за прошлые четыре года. Западные эксперты утверждали, что «влияние Индии на мировую экономику будет больше и более быстрым, чем подразумева[вшийся] в… ранее изданном исследовании БРИК». Они отмечали области научных исследований и развития, а также экспансию, которая приведёт к процветанию растущего среднего класса.

У Индии есть 10 из 30 наиболее быстро растущих городских областей в мире и, основываясь на происходящих тенденциях, мы оцениваем, что массивное число в 700 миллионов человек двинутся в города к 2050 г. Это будет иметь существенное значение для спроса на городскую инфраструктуру, недвижимость и услуги.

В пересмотренных числах 2007 года, основанных на увеличенном и удерживающемся росте, большом притоке в иностранном прямом инвестировании, эксперты предсказывали, что «с 2007 до 2020, ВВП Индии на душу населения, выраженный в долларах США, будет учетверён» и что индийская экономика превзойдет Соединённые Штаты к 2043 г. Это говорит о том, что четыре страны БРИК как группа настигнут G7 к 2032 году.
Высокая численность населения стран блока и большие запасы разнообразных природных ресурсов создают большой потенциал для экономического роста, который некоторые из стран блока (Китай, Индия) в последние годы активно реализуют.
Страны БРИКС, как отмечалось, придают большое значение вопросам продовольственной безопасности, значимым для устойчивого развития.
Констатировалось, что страны БРИКС требуют демократизации международных отношений и повышения роли Глобального Юга в механизмах глобального управления. Одним из путей достижения этого тогда называлась дедолларизация мировой экономики. До 2023 года рассматривался вопрос введения организацией своей мировой валюты, однако Индия заявила что не поддерживает идею единой валюты БРИКС.

## Показатели БРИКС

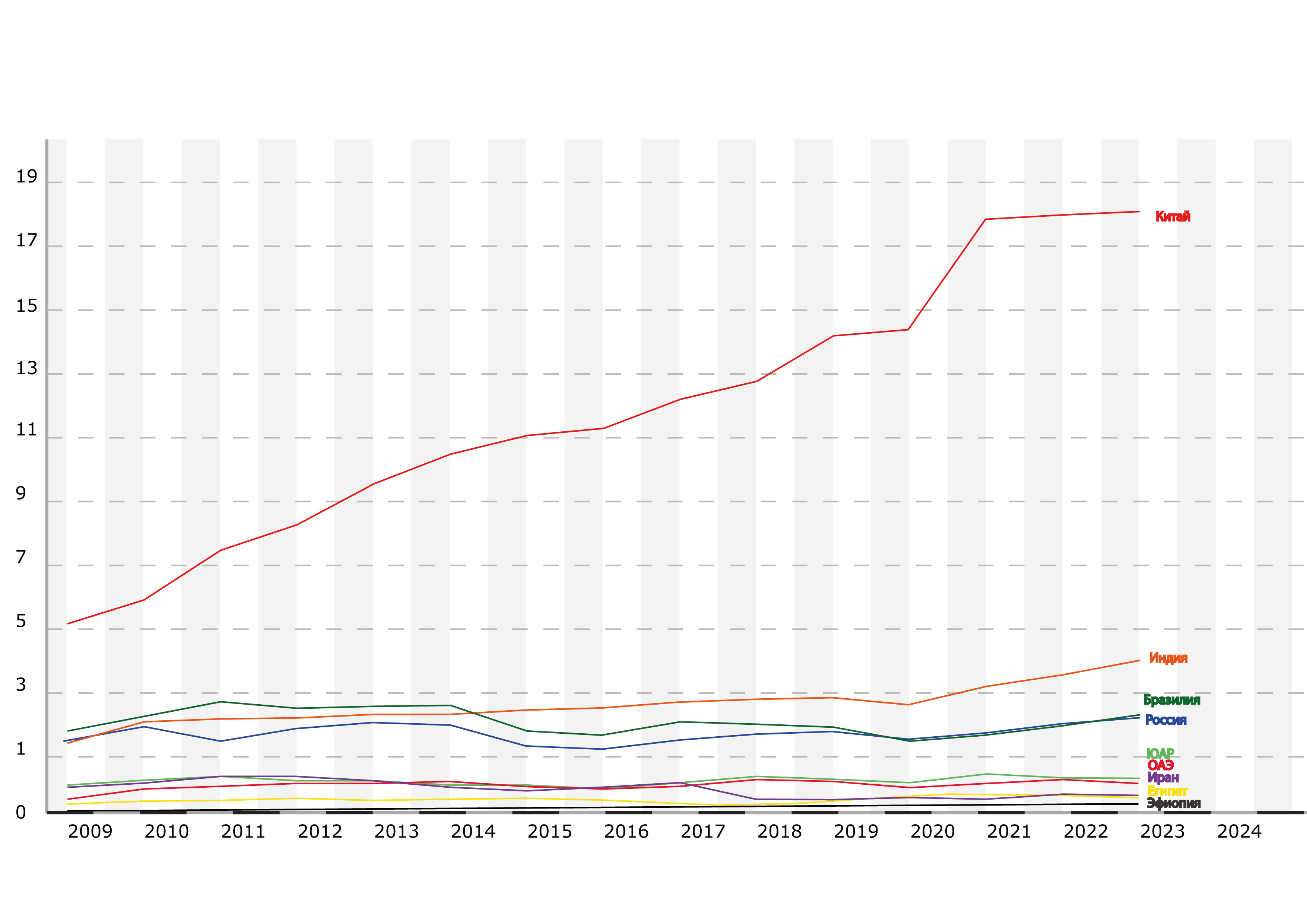
Динамика ВВП в странах БРИКС в 2009—2023 годах, в трлн долларов США

По состоянию на 2024 год Китай производит около 70 % ВВП объединения и является доминирующим участником группы. Общая численность населения стран БРИКС насчитывает примерно 3,5 млрд человек или 45 % населения планеты, доля стран в мировом ВВП составляет 37,3 %.

Доля ВВП G7 и БРИКС в мировой экономике

Доля стран БРИКС в структуре мирового ВВП выросла с 11,9 % в 2000 году до 25,6 % в 2021-м, при этом рост обеспечил Китай (доля Китая в мировом ВВП возросла с 5,7 % в 2021 году до 18,2 % в 2022-м) и Индия (доля выросла с 1,7 до 3,2 %). При этом доли других стран БРИКС остались без изменений, либо сократились.

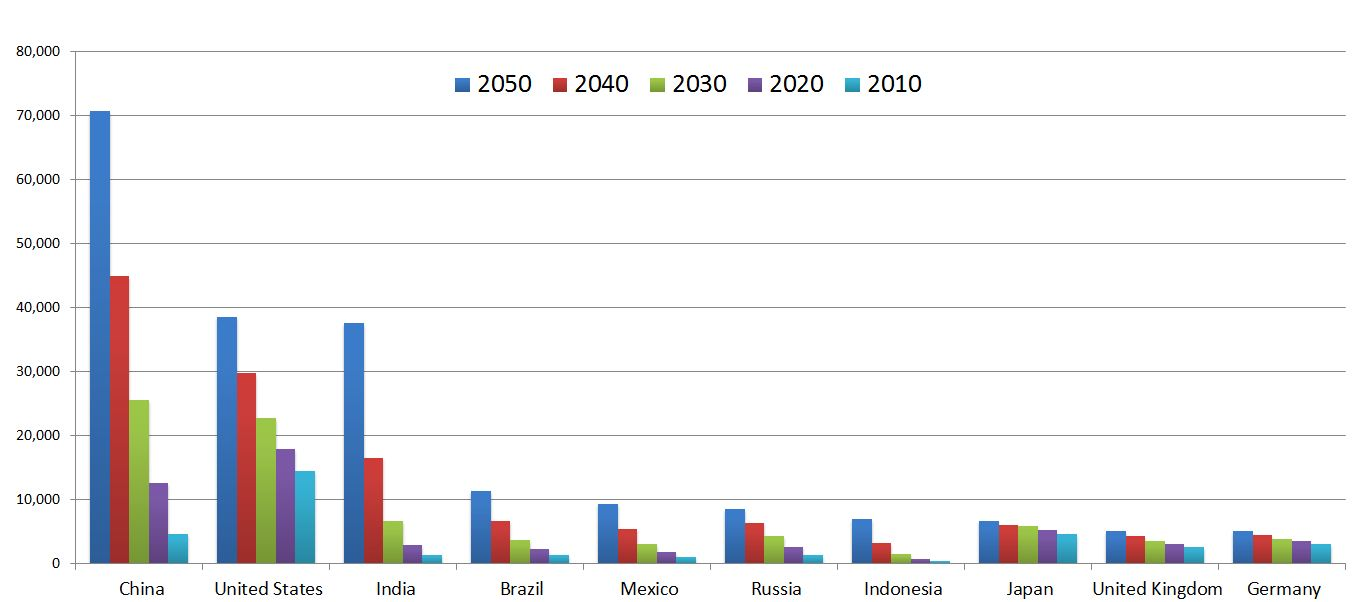
Десятка крупнейших экономик мира к 2050, по номинальному ВВП (млрд долл.), по прогнозу Goldman Sachs от 2007 года
Фактические данные на 2020 г. для России и Бразилии оказались существенно ниже прогноза: Россия: прогноз — 2,562 трлн $, факт — 1,49 трлн $, Бразилия: прогноз — 2,194 трлн $, факт — 1,48 трлн $.
У Китая и Индии прогнозные на 2020 г. данные оказались близкими к фактическим: Китай: прогноз — 12,676 трлн $, факт — 14,69 трлн $, Индия: прогноз — 2,87трлн $, факт — 2,67 трлн $.

### Глобальный рейтинг стран БРИКС
Пять стран БРИКС являются членами «Большой двадцатки» с совокупным номинальным ВВП около 28 трлн долларов США.
| Категория                                | Бразилия | Россия | Индия | Китай | ЮАР |
| ---------------------------------------- | -------- | ------ | ----- | ----- | --- |
| Площадь                                  | 5        | 1      | 7     | 3     | 24  |
| Население                                | 5        | 9      | 1     | 2     | 25  |
| Темпы роста населения                    | 107      | 221    | 93    | 156   | 158 |
| Рабочая сила                             | 5        | 7      | 2     | 1     | 34  |
| ВВП (номинальный)                        | 9        | 11     | 5     | 2     | 40  |
| ВВП (ППС)                                | 8        | 4      | 3     | 1     | 33  |
| ВВП (номинальный) на душу населения      | 68       | 61     | 139   | 72    | 88  |
| ВВП (ППС) на душу населения              | 95       | 60     | 136   | 82    | 104 |
| ВВП (реальный) темпы роста               | 10       | 2      | 1     | 3     | 14  |
| Индекс развития человеческого потенциала | 87       | 52     | 132   | 79    | 109 |
| Экспорт                                  | 26       | 12     | 20    | 1     | 38  |
| Импорт                                   | 26       | 21     | 10    | 2     | 34  |
| Сальдо торгового баланса                 | 28       | 3      | 188   | 2     | 79  |
| Прямые иностранные инвестиции            | 4        | 31     | 15    | 2     | 40  |
| Золотовалютные резервы                   | 10       | 4      | 7     | 1     | 37  |
| Внешний долг                             | 20       | 26     | 23    | 13    | 43  |
| Государственный долг                     | 40       | 177    | 50    | 103   | 93  |
| Потребление электроэнергии               | 6        | 4      | 3     | 1     | 23  |
| Количество мобильных телефонов           | 6        | 5      | 2     | 1     | 17  |
| Количество пользователей Интернета       | 4        | 5      | 2     | 1     | 25  |
| Производство автомобилей                 | 8        | 11     | 4     | 1     | 21  |
| Военные расходы                          | 17       | 3      | 4     | 2     | 43  |
| Численность вооружённых сил              | 12       | 5      | 2     | 1     | 50  |
| Железнодорожная сеть                     | 11       | 3      | 4     | 2     | 10  |
| Сеть автомобильных дорог                 | 4        | 5      | 2     | 3     | 10  |

[обновить данные]
| Страна   | Номинальный ВВП, млрд $ | ВВП на душу населения, $ |
| -------- | ----------------------- | ------------------------ |
| Бразилия | 2331                    | 11 352                   |
| Россия   | 2057                    | 14 391                   |
| Индия    | 3737                    | 2731                     |
| Китай    | 18 533                  | 13 136                   |
| ЮАР      | 373                     | 5975                     |
| Египет   | 348                     | 3225                     |
| Иран     | 464                     | 5310                     |
| ОАЭ      | 528                     | 53 916                   |
| Эфиопия  | 205                     | 1910                     |

### Экономическая сфера
«The Economist» издаёт ежегодные таблицы социально-экономической национальной статистики в своём «Карманном мире в цифрах» (англ. Pocket World in Figures). Прогнозирование мирового ранжирования стран БРИК и экономических систем в соответствии с разными категориями создаёт камень преткновения для понимания общего в экономических основах БРИК. Экономические аргументы дают возможность причислить к БРИК, например, Мексику, тогда как включение ЮАР в эту группу необоснованно.
Страны БРИКС подписали соглашение о взаимодействии в области инноваций, определён ряд направлений (в частности, фармакология и биотехнологии), по которым возможно создать совместные предприятия при поддержке банков развития.
По данным МВФ, до 2029 года рост мировой экономики будут в большей степени обеспечивать страны БРИКС (прежде всего Бразилия, Индия и Китай), а вклад стран G-7 (США, Германии, Японии) будет снижаться.
По мнению обозревателей Bloomberg Тома Хэнкока и Майкла Коэна, в результате расширения БРИКС ряд крупнейших производителей энергии будет объединён с крупнейшими потребителями среди развивающихся стран, что усилит экономическое влияние группы в мире.

#### Внешняя торговля
Согласно данным The Atlas of Economic Complexity Mapping Paths to Prosperity, в 2012 году объём торговли среди стран БРИКС был чуть более 10 % из общего объёма торговли участников БРИКС, в том числе Россия — 11,68 % (8,54 % всех экспортируемых Россией товаров продавалось в страны БРИКС и 16,81 % всех импортируемых товаров покупалось в странах БРИКС), в том числе торговля с Китаем составила 9,76 %, с другими странами БРИКС — 1,92 %, Китай — 7,44 % (6,91 % экспорта и 8,21 % импорта), Индия — 14,43 % (11,81 % экспорта и 16,14 % импорта), в том числе с Китаем — 9,83 %, с остальными странами БРИКС — 4,60 %, Бразилия — 19,77 % (20,60 % экспорта и 18,82 % импорта), в том числе с Китаем — 15,99 %, с остальными странами БРИКС — 3,78 % и ЮАР — 20,12 % (20,91 % экспорта и 19,21 % импорта), в том числе с Китаем — 12,58 %, с другими странами БРИКС — 7,54 %.
Рейтинг стран — участниц БРИКС в торговле с другими странами БРИКС, не считая Китая, в среднем 26 для России, Индия занимает 24-е место среди стран-импортёров и 26-е среди стран-экспортёров, Бразилия — 32-е и 18-е соответственно, ЮАР — 88-е и 51-е. Импорт товаров в КНР из Японии (174,96 млрд долларов США в 2012 году) почти на 30 % больше, чем из всех стран БРИКС, а экспорт КНР в США больше экспорта КНР в страны БРИКС почти в 3 раза (397,87 млрд и 141,19 млрд). В целом страны БРИКС более чем в 3 раза активнее торгуют со странами Большой семёрки (товарооборот в 2012 году — 1817,64 млрд долларов), чем со странами БРИКС (товарооборот между собой — 595,81 млрд долларов).

#### Инвестиционная привлекательность
В сентябре 2008 года ЮНКТАД опубликовала доклад, согласно которому страны БРИКС входили в пятёрку стран, которые транснациональные корпорации считают наиболее привлекательными местами для размещения будущих зарубежных инвестиций. Как отмечалось в докладе, инвестиционная привлекательность России и Бразилии в сравнении с данными доклада ЮНКТАД от 2007 года заметно возросла.

## Институции

### Банк БРИКС
Планировалось создание пула валютных резервов (как замена Международному валютному фонду (МВФ). Структура вливания средств странами БРИКС в пул валютных резервов стран БРИКС:
- Китай — 21 млрд $;
- Россия — 38 млрд $;
- Бразилия — 18 млрд $;
- Индия — 18 млрд $;
- ЮАР — 5 млрд $.

По созданию Нового банка развития стран БРИКС (как альтернатива Всемирному банку) в июле 2014 года было подписано соглашение, а в июле 2015 года он вступил в силу.
Максимальный капитал банка БРИКС составит 100 млрд $.
17 июня 2015 года министры финансов и руководители Центробанков стран БРИКС начали консультации о создании многосторонней финансовой системы, аналогичной SWIFT. В марте 2019 было анонсировано создание собственной платежной системы BRICS Pay (альтернатива Visa и Mastercard), которая будет работать на территории пяти государств.
30 мая 2023 года президент банка БРИКС Дилма Русеф заявила о возможном расширении состава участников организации. По данным Financial Times, Саудовская Аравия рассматривает возможность присоединения к банку, что увеличит финансовые возможности кредитной организации. Русеф заявила, что банк будет финансировать больше проектов в местной валюте, чтобы укрепить внутренние рынки и защитить своих заёмщиков от риска колебаний валютных курсов и снизить негативное влияние международных банков, в которых доминируют западные страны.
В 2024 году Россией была представлена инициатива создания транснациональной системы расчётов BRICS Bridge.
- В будущем возможно создание единой общей валюты стран БРИКС, предполагается что денежная единица будет иметь название «Азий», являться наднациональной, её предполагаемая стоимость около ста рублей.[источник не указан 169 дней]

### НКИ БРИКС
«Национальный комитет по исследованию БРИКС» создан Фондом «Русский мир» совместно с РАН при поддержке МИД РФ, во исполнение утверждённого Президентом РФ Д. А. Медведевым плана мероприятий по реализации договоренностей, достигнутых в апреле 2011 г. на саммите БРИКС в г. Санья (КНР).
Основными задачами НКИ БРИКС являются ведение и координация исследований роли и места группировки стран БРИКС и других «восходящих держав» в мировой политике и экономике, формирование интегрированного научно-информационного пространства в области исследования проблематики БРИКС в общероссийском и глобальном контексте, продвижение российской позиции и оценок по проблематике БРИКС в мировом экспертном сообществе.
Руководят НКИ БРИКС Научный совет, который вырабатывает стратегию исследовательской работы, и Правление. Председатель Президиума Научного совета — директор Института Дальнего Востока РАН М. Л. Титаренко, заместитель председателя — директор Института Латинской Америки РАН В. М. Давыдов. Председатель Правления — исполнительный директор Фонда «Русский мир», президент Фонда «Единство во имя России» В. А. Никонов, исполнительный директор Правления — Г. Д. Толорая.

### МКС МГУ БРИКС
В 2012 году на базе Факультета государственного управления МГУ имени М. В. Ломоносова создан Межфакультетский координационный совет МГУ по исследованию проблем БРИКС.
Целью Совета является научно-исследовательская и просветительская работа, посвященная изучению проблем стран БРИКС. К важным аспектам деятельности Совета относится объединение российских экспертов, привлечение к работе молодых специалистов, содействие их творческой и научной деятельности, активное взаимодействие с профильными ВУЗами, выстраивание партнёрских отношений с университетскими структурами стран БРИКС. Руководство МКС МГУ БРИКС возложено на декана Факультета государственного управления, политолога, доктора исторических наук В. А. Никонова.
Международный центр конкурентного права и политики БРИКС
7 октября 2021 года в рамках проведения VII Евразийского антимонопольного форума в Алматы, состоялось подписание соглашения о стратегическом партнёрстве Международного центра конкурентного права и политики БРИКС при российском Национальном исследовательском университете «Высшая школа экономики» (НИУ-ВШЭ) с Международным центром конкурентного права, инноваций и политики Республики Казахстан.

### Медиа
В октябре 2012 года в свет вышел премьерный номер международного делового журнала «BRICS Business Magazine». Редакционный совет издания возглавил Рубен Варданян.
Международная сеть TV BRICS: о намерении запустить медиасеть стран «Пятёрки» было заявлено на саммите БРИКС в городе Сямынь (Китай). Так, по инициативе стран-участниц объединения БРИКС в 2017 году в России была создана международная сеть TV BRICS.
C 2013 года по инициативе МАСП БРИКС создана и издаётся газета BRICS-ALLIANCE MEDIA SERVICE. Ежеквартальные тематические выпуски на 2 языках (русский, английский). Главный редактор Александр Асманов.

### Игры стран БРИКС
Игры стран БРИКС — ежегодные спортивные соревнования между странами-участницами объединения. Впервые прошли в Индии в 2016 году. Тогда в футбольном турнире соревновались юноши до 17 лет. Затем Игры состоялись на саммитах БРИКС в Гуанчжоу (2017 год) — состязания прошли по волейболу и ушу, а также в Йоханнесбурге (2018 год) — волейбол (мужчины и женщины) и женский футбол. В 2022 году на Играх БРИКС Китай организовал кибертурнир. В 2023 году на форуме в ЮАР количество видов спорта было существенно увеличено: бадминтон, настольный теннис, пляжный волейбол, плавание, теннис.
В 2024 году Игры БРИКС в открытом формате состоялись в Казани. В Играх приняли участие команды из 53 стран. Состязания прошли по 27 видам спорта.

### Международная модная федерация
В октябре 2024 года участниками форума BRICS+ Fashion Summit была подписана декларация о создании BRICS International Fashion Federation (Международной модной федерации БРИКС). Среди подписавших — главы профильных ведомств, организаторы Недель моды и руководители учебных заведений из 50 стран, среди которых ЮАР, Индия, Египет, Малайзия, Эквадор и т. д. Задачи федерации — налаживание связей между соответствующими сообществами этих государств, помощь в развитии индустрии, помощь модельерам в выходе на глобальные рынки, а также культурный обмен.

## Саммиты БРИКС

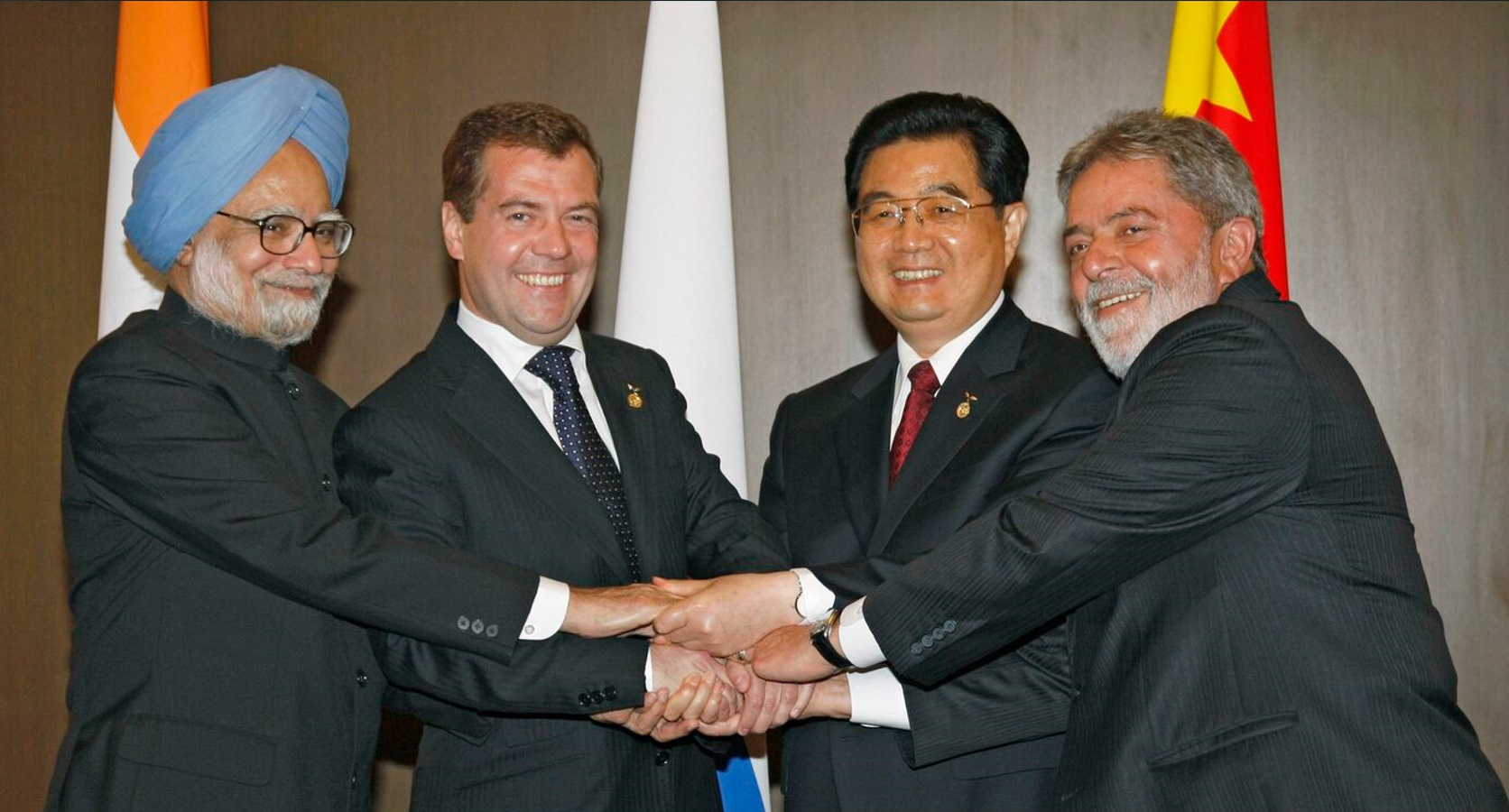
Манмохан Сингх, Дмитрий Медведев, Ху Цзиньтао и Луис Инасиу Лула да Силва в 2008 году

Налаживание политических взаимосвязей в рамках БРИК началось в сентябре 2006 года, когда во время 61-й сессии ООН в Нью-Йорке состоялась встреча министров иностранных дел четырёх стран. В дальнейшем произошло ещё три встречи, включая полноформатную встречу в Екатеринбурге 16 июня 2009 года.
Первая (краткая) встреча глав государств БРИК состоялась 9 июля 2008 года в Тояко-Онсэн (Хоккайдо, Япония) после встречи «Большой восьмёрки». Во встрече приняли участие Президент России Дмитрий Медведев, Председатель КНР Ху Цзиньтао, Премьер-министр Индии Манмохан Сингх и Президент Бразилии Лула да Силва и договорились о проведении полномасштабного саммита глав государств БРИК в 2009 году.
После этого дважды встречались министры финансов стран БРИК (в бразильском Сан-Паулу 7 ноября 2008 года и в Лондоне 13 марта 2009 года), а 29 мая 2009 года президент России Д. А. Медведев встретился в Кремле с представителями стран группы БРИК, отвечающими за вопросы безопасности (секретарём Совета безопасности РФ Николаем Патрушевым, Министром — руководителем Секретариата по стратегическим вопросам при Президенте Федеративной Республики Бразилии Роберто Мангабейра Унгером, советником Премьер-министра Республики Индии по национальной безопасности Маянкоте Келатх Нараянаном и членом Государственного совета Китайской Народной Республики Дай Бинго).
7 мая 2020 г. конференция на тему пандемии COVID-19 в видеоформате была проведена представителями стран БРИКС. Страны БРИКС обговорили планы совместной работы по борьбе с пандемией. Эти вопросы были обсуждены министрами здравоохранения стран группы.

### I саммит БРИК(Екатеринбург, 16 июня 2009)

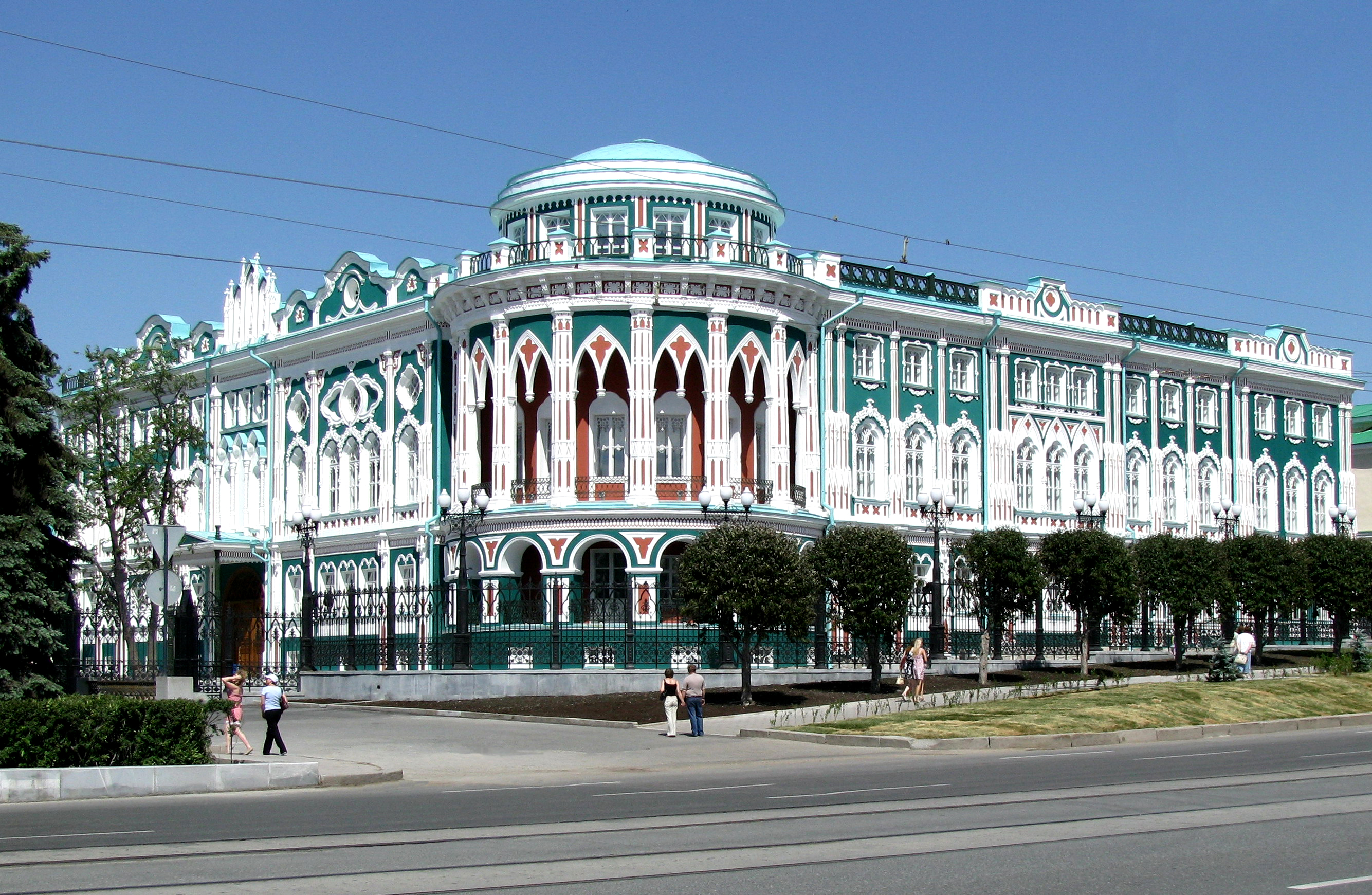
Особняк Севастьянова в Екатеринбурге — место проведения I саммита БРИК

Главы стран БРИК собрались на свой первый саммит 16 июня 2009 года в Екатеринбурге. Страны представляли Луис Инасиу Лула да Силва (Бразилия), Дмитрий Медведев (Россия), Манмохан Сингх (Индия) и Ху Цзиньтао (Китай).
В ходе саммита состоялись две встречи: сначала в узком составе, а затем — переговоры с участием членов делегаций. Дмитрий Медведев сделал заявление от имени глав государств стран БРИК. Помимо этого, было принято два заявления:
- Совместное заявление лидеров стран БРИК (в последнем, шестнадцатом, пункте которого указывается, что следующая встреча глав государств БРИК планируется в Бразилии в 2010 году)[85];
- Совместное заявление стран БРИК по глобальной продовольственной безопасности[86].

### II саммит БРИК(Бразилиа, 15—16 апреля 2010)
Второй саммит руководителей стран БРИК состоялся 15—16 апреля 2010 года в столице Бразилии городе Бразилиа.
По итогам саммита было сообщено о подписании ряда межгосударственных договоров, и о важнейших затронутых вопросах: преодоление последствий кризиса, и создание нового финансового порядка, в частности, в части права на большее влияние в таких международных организациях, как Всемирный банк и МВФ.
- Бразилия (Б) — Луис Инасиу Лула да Силва
- Россия (Р) — Дмитрий Медведев
- Индия (И) — Манмохан Сингх
- Китай (К) — Ху Цзиньтао

### III саммит БРИКС(Санья, 13—14 апреля 2011)
Третий саммит БРИКС состоялся 13—14 апреля 2011 года в китайском курортном городе Санья, расположенном на острове Хайнань.
На данном саммите состоялось официальное включение в группу пятого её члена — ЮАР. Во время встреч теперь уже пяти президентов были затронуты различные вопросы взаимного сотрудничества. Страны БРИКС в очередной раз высказались за скорейшее присоединение Российской Федерации к ВТО, всеобъемлющую реформу ООН, мирное урегулирование ливийского вопроса.
По итогам саммита была подписана совместная декларация, в которой были сформированы основные направления мировой политики и план действий на ближайший год. Было также решено, что следующий саммит БРИКС пройдёт в 2012 году в Индии.
14 апреля страны договорились об экономическом взаимодействии с использованием национальных валют.
Состав БРИКС (2011):
- Бразилия (Б) — Дилма Роуссефф
- Россия (Р) — Дмитрий Медведев
- Индия (И) — Манмохан Сингх
- Китай (К) — Ху Цзиньтао
- ЮАР (С) — Джейкоб Зума — 1-я встреча ЮАР в саммите БРИКС.

### IV саммит БРИКС(Нью-Дели, 28—29 марта 2012)
Саммит проходил в столице Индии — Нью-Дели.
Встреча была посвящена проблемам глобальной экономики, антикризисным мерам, а также проблеме урегулирования ситуации вокруг Сирии и Ирана. Также стороны обсудили возможности создания совместного банка развития и механизмы сближения своих фондовых площадок. Президент РФ Д. Медведев на саммите рассказал о своем видении стратегической цели БРИКС. Это, по словам российского лидера, «постепенная трансформация БРИКС в полноформатный механизм взаимодействия по важнейшим вопросам мировой экономики и политики».
Идея создания нового всемирного банка развития означает, прежде всего, постепенный отказ от евро и доллара в расчётах между странами и предусматривает процесс укрепления национальных валют. Президенты стран БРИКС дали поручение своим министрам финансов изучить реализуемость и жизнеспособность этой инициативы. Будет создана совместная рабочая группа, а доклад президенты получат к следующему саммиту в 2013 году в ЮАР.

### V саммит БРИКС (Дурбан, 26—27 марта 2013)
V саммит БРИКС проходил в Дурбане, ЮАР. Тема: «БРИКС и Африка: партнёрство в целях развития, интеграции и индустриализации»
По итогам саммита обнародована Этеквинская декларация и Этеквинский план действий. В декларации дана оценка текущей мировой политической и экономической ситуации, отражены общие подходы стран БРИКС по актуальным вопросам многостороннего сотрудничества. План действий конкретизирует работу БРИКС на предстоящий год, а также включает новые перспективные направления взаимодействия.
В присутствии лидеров БРИКС подписаны соглашения о сотрудничестве в сфере «зелёной экономики», софинансировании инфраструктурных проектов в Африке и Декларация о создании Делового совета БРИКС. Объявлено также о подписании Декларации об учреждении Консорциума экспертных центров стран БРИКС и о выходе совместной статистической публикации стран БРИКС.
Перед началом саммита состоялся рабочий завтрак лидеров Бразилии, России, Индии, Китая и ЮАР с представителями деловых кругов.
В этот же день лидеры БРИКС встретились с главами африканских государств. В ходе встречи Владимир Путин отметил, что страны БРИКС сообща отстаивают права и интересы Африки и других стран с переходными экономиками, выступают за повышение их роли и влияния в глобальной системе управления, в частности в международных финансово-экономических организациях.
Состав БРИКС (2013):
- Бразилия (Б) — Дилма Роуссефф
- Россия (Р) — Владимир Путин
- Индия (И) — Манмохан Сингх
- Китай (К) — Си Цзиньпин
- ЮАР (С) — Джейкоб Зума

В рамках делового форума, проходившего на площадке саммита БРИКС, рассматривались вопросы интеграции малого и среднего бизнеса стран БРИКС. Модератором мероприятия был Президент ТПП РФ. Выступая на форуме, Сергей Катырин обратил внимание на большие возможности развития сотрудничества стран БРИКС именно с государствами африканского континента. ТПП РФ возлагает большие надежды на укрепление партнёрских отношений деловых кругов БРИКС с Африкой. Несмотря на глобальный экономический кризис, африканский регион демонстрирует сегодня достаточно высокие темпы роста.

### VI саммит БРИКС (Форталеза, 15—16 июля 2014)
Саммит глав государств БРИКС с участием Владимира Путина прошёл 15-16 июля в бразильских городах Форталеза и Бразилиа. Страны — члены БРИКС: Бразилия, Россия, Индия, Китай, Южная Африка. Соглашение об учреждении Нового банка развития и договор о создании пула условных валютных резервов стран-членов БРИКС будут подписаны на шестом саммите этой организации, сообщил министр финансов Антон Силуанов.

### VII саммит БРИКС(Уфа, 8—10 июля 2015)
В Уфе обсуждено:
- создание «Банка развития БРИКС», ратификацию соглашения о котором в марте 2015 года утвердил Президент России Владимир Путин[96];
- присоединение Ирана к БРИКС как наблюдателя[97][98].

Помимо лидеров стран БРИКС на саммите присутствовали главы ещё десяти государств, часть из которых прибыла для участия в неформальных встречах, а также в последующем саммите ШОС:
- Армения — Серж Саргсян[99]
- Афганистан — Ашраф Ахмадзай[100]
- Беларусь — Александр Лукашенко[101]
- Иран — Хасан Рухани[102]
- Казахстан — Нурсултан Назарбаев[103]
- Кыргызстан — Алмазбек Атамбаев[104]
- Монголия — Цахиагийн Элбэгдорж[105]
- Пакистан — Наваз Шариф (премьер-министр)[106]
- Таджикистан — Эмомали Рахмон[107]
- Узбекистан — Ислам Каримов[103]

### VIII саммит БРИКС(Гоа, 15—16 октября 2016)
На повестке дня саммита — задачи укрепления стратегического партнёрства в БРИКС как одного из ключевых международных объединений, развития многопрофильного сотрудничества в этом формате. Кроме того, обсуждаются вопросы борьбы с международным терроризмом и урегулирования ситуации в Сирии, повышение стабильности мировой экономики и финансов, совершенствование архитектуры глобального управления.

### IX саммит БРИКС(Сямынь, 4—5 сентября 2017)
В китайский город Сямэнь, кроме самих участников БРИКС, были приглашены лидеры ещё пяти стран:
- Гвинея — Альфа Конде
- Мексика — Энрике Пенья Ньето
- Таиланд — Прают Чан-Оча
- Египет — Абдул-Фаттах Халил Ас-Сиси
- Таджикистан — Эмомали Рахмон

### XI саммит БРИКС (Бразилиа, 13—14 ноября 2019)

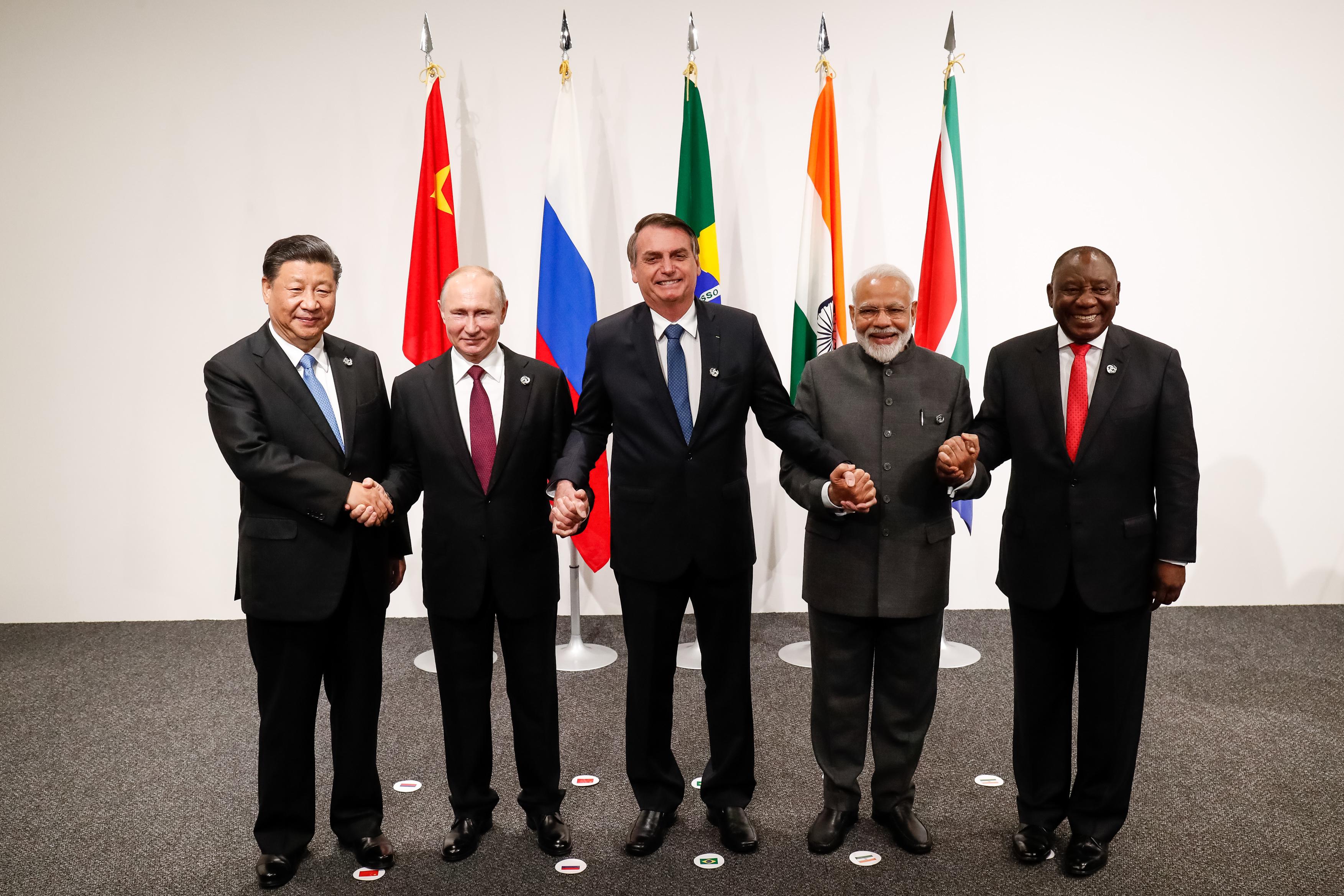
Лидеры стран БРИКС на саммите в 2019 году

XI саммит БРИКС был проведён в Бразилиа 13—14 ноября 2019 г.
На встрече была принята Декларация Бразилиа, в которой подведены итоги бразильского председательства и обозначены дальнейшие направления сотрудничества. Также была представлена повестка дня на период председательства России в БРИКС в 2020 г.
Президент России В. Путин отметил рост товарооборота между Россией и странами объединения: в 2018 г. его совокупный объём составил 125 миллиардов долларов США. При этом на долю российско-китайской торговли приходится 108 миллиардов долларов США, ещё 11 миллиардов долларов США — на торговлю с Индией.
Председательство России в БРИКС совпадает с председательством ЮАР в Африканском союзе в 2020 г. и вступлением в силу Договора о создании Африканской континентальной зоны свободной торговли 1 мая 2020 г. Это открывает новые возможности для укрепления сотрудничества между Россией и Африкой, в том числе в формате БРИКС—Африка.

### XII саммит БРИКС (Санкт-Петербург, 21—23 июля 2020)

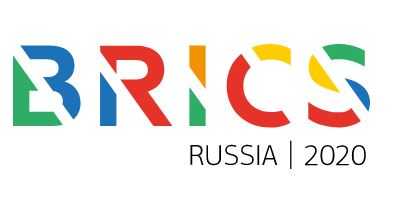
Официальный лого БРИКС 2020

XII саммит БРИКС был проведён в Санкт-Петербурге в формате видеосвязи. Саммит ранее был запланирован на 21—23 июля, в мае из-за пандемии коронавируса мероприятие было перенесено и проведено в формате видеоконференции 17 ноября 2020 г.
Саммит был проведён под председательством России, возглавившей «пятерку» с 1 января 2020 г. (ранее председательствовала Бразилия). Основной целью саммита, а также всего объединения на этот год стало обновление стратегии развития, направленной на рост уровня жизни населения стран «пятерки». Девиз: «Партнерство БРИКС в интересах глобальной стабильности, общей безопасности и инновационного роста».
Взаимодействие со странами БРИКС в сфере содействия международному развитию и вовлечение в дальнейшую интеграцию широкие круги общественности, в том числе в регионах России, осуществляет Россотрудничество.

### XIII саммит БРИКС (Нью-Дели, 9 сентября 2021)
XIII саммит БРИКС был проведён в Нью-Дели (Индия) в режиме видеоконференции, из-за распространения пандемии COVID-19. Сопредседателями встречи были Майкл Патра, заместитель управляющего Резервного банка Индии, и Тарун Баджадж, секретарь Департамента доходов Министерства финансов Индии.

### XIV саммит БРИКС (Пекин, 23—24 июня 2022)
XIV саммит БРИКС прошёл в Пекине (КНР) 23—24 июня 2022 г. 23 июня в своем выступлении на XIV саммите БРИКС президент России Владимир Путин заявил, что страна перенаправит торговлю на «надежных международных партнеров», в число которых входят четыре из самых быстрорастущих экономик мира, во время интенсивного давления со стороны Запада. Путин подчеркнул 38-процентный рост торговли между Россией и государствами-членами группы в течение первых трех месяцев года.

### XV саммит БРИКС (Йоханнесбург, 22—24 августа 2023)
3 марта 2023 года министр иностранных дел ЮАР Наледи Пандор подтвердила приглашение президента России В. Путина на саммит БРИКС, несмотря на ордер Международного уголовного суда. Она заявила, что руководитель РФ — один из лидеров международного союза, а сам ордер является поводом для некоторого беспокойства. В ответ оппозиционный Демократический альянс инициировал судебный иск с целью добиться ареста; позже стало известно что было принято решения воздержаться от посещения саммита Путиным. Президент России выступил на саммите по видеоконференции.
По заявлению южноафриканских чиновников, в преддверии саммита более 40 стран выразили заинтересованность в присоединении к БРИКС, около 20 из них официально обратились с просьбой о приеме. Среди таких стран называли Аргентину, Саудовскую Аравию, Объединённые Арабские Эмираты, Венесуэлу (вето Бразилии на приём), Иран и ряд африканских стран (в том числе Алжир).
В декларации, принятой по итогам саммита, говорится что страны БРИКС выступают за мирное разрешение конфликта на Украине через диалог и дипломатию, включая инициативу стран Африки.
Глава российского МИД С. Лавров заявил, что БРИКС требует демократизации международных отношений и повышения роли Глобального Юга в механизмах глобального управления.
По итогам Саммита было принято решение о приглашении в состав БРИКС новых членов: ОАЭ, Аргентины, Ирана, Эфиопии, Египта и Саудовской Аравии, членство которых начнётся с 2024 года.

### XVI саммит БРИКС (Казань, 22—24 октября 2024)
3 апреля 2023 года президент России Владимир Путин подписал указ о проведении встречи глав государства БРИКС 2024 года в Казани. Одновременно с этим было утверждено положение об оргкомитете саммита и о его председателе; на этот пост Путин назначил своего помощника Юрия Ушакова.
На встречу в Казань прибыли 36 делегаций из разных стран — из всех стран БРИКС, а также из Азербайджана, Армении, Беларуси, Боливии, Вьетнама, Казахстана, Конго, Малайзии, Турции и других государств. Из девяти членов БРИКС семь были представлены их первыми лицами. Отдельные лидеры стран уклонились от участия в саммите.
В мероприятии участвовал генсек ООН Антониу Гутерриш.
Принятая итоговая декларация саммита в Казани содержала предложения по реформе ВТО; реформе ООН, включая СБ; формированию новой банковской и расчётной систем, новой независимой от USD валюты; внедрению единой транспортно-логистической платформы, а также осуждение дискриминационных политически мотивированных санкций.

### XVII саммит БРИКС (Рио-де-Жанейро, 6—7 июля 2025)
Российскую делегацию также, как и на саммите в Йоханнесбурге в 2023 году, возглавил министр иностранных дел Сергей Лавров, а президент Владимир Путин принял участие в работе саммита—2025 в режиме видеоконференции.
Председатель КНР Си Цзиньпин также пропустил саммит—2025. Вместо него делегацию из Поднебесной возглавил премьер-министр Ли Цян.

## Критика
БРИКС характеризуется как форум для регулярных консультаций или неформальная группа стран, у БРИКС нет устава, секретариата, штаб-квартиры и иных атрибутов, характеризующих её как традиционную международную организацию. Исходя из этого, декларации и совместные заявления БРИКС не несут юридической силы и не обязательны к выполнению.
Несмотря на некоторые общие интересы стран БРИКС в области торговли и развития, между странами БРИКС существует множество политических, экономических и идеологических разногласий и противоречий, которые делают данный альянс неустойчивым.
В БРИКС входят как страны-союзники, так и враждебные друг другу страны и страны-конкуренты. Некоторые члены группы являются демократическими странами, многие — нет, некоторые из стран выступают против США (Россия, Иран), другие являются адресатами американской военной помощи (Египет), другие размещают у себя американские военные базы (ОАЭ). Так, Индия и Китай периодично оказываются на грани полномасштабного конфликта и имеют территориальные споры в Гималаях, Иран имеет напряжённые отношения практически со всеми странами Персидского залива, угрожая войной ОАЭ, а Египет и Эфиопия являются геополитическими противниками.
Многие эксперты рассматривают существенное противоречие внутри БРИКС как ключевую проблему организации, оно заключается в антизападной направленности политики ряда стран, которая при этом противоречит реальному экономическому положению дел: для стран, входящих в БРИКС (за исключением Ирана и России, находящихся под санкциями), главными торговыми партнерами остаются именно западные страны. Эти страны являются основными рынками сбыта товаров или важными поставщиками современных технологий. Так, Индия и ОАЭ выступают против трансформации БРИКС в группу стран, которая бы противостояла США и западным странам. Бразилия, Индия и ЮАР выступают против дальнейшего расширения БРИКС, при этом Китай, являющийся неофициальной державой БРИКС, настаивает на расширении, чтобы увеличить своё политическое влияние на фоне растущего соперничества с США, для России расширение блока выгодно в целях поиска новых союзников в период санкционного давления, вызванного российским вторжением на Украину.

В 2024 году финансист и создатель акронима БРИК Джим О’Нил опубликовал статью «БРИКС по-прежнему не имеет значения», в которой отмечал о глобальных противоречиях между странами БРИКС, заявив, что разнородные новые страны группы подбирались хаотично, исходя не из долгосрочных стратегических соображений, «а потому, что их можно уломать»:
Ежегодный саммит БРИКС — идеальная возможность для таких политических лидеров, как Владимир Путин, продвигать видение мира, в котором не будет Соединенных Штатов. Но каждый год также приносит новые подтверждения того, что эта группа не служит никакой реальной цели, кроме символических жестов и возвышенной риторики… БРИКС не сделал ничего, чтобы добиться значимых организационных или структурных изменений в международных институтах. Более того, он совершил как раз обратное. Вследствие развития геополитических процессов вокруг Украины и прихода к власти более националистически настроенных лидеров на Западе и в странах БРИКС международные институты стали еще менее эффективнымиДжим О’Нил, БРИКС-а-брак. Не было ни рупии, и вдруг алтын. Новая газета (25 октября 2024).

## Факты

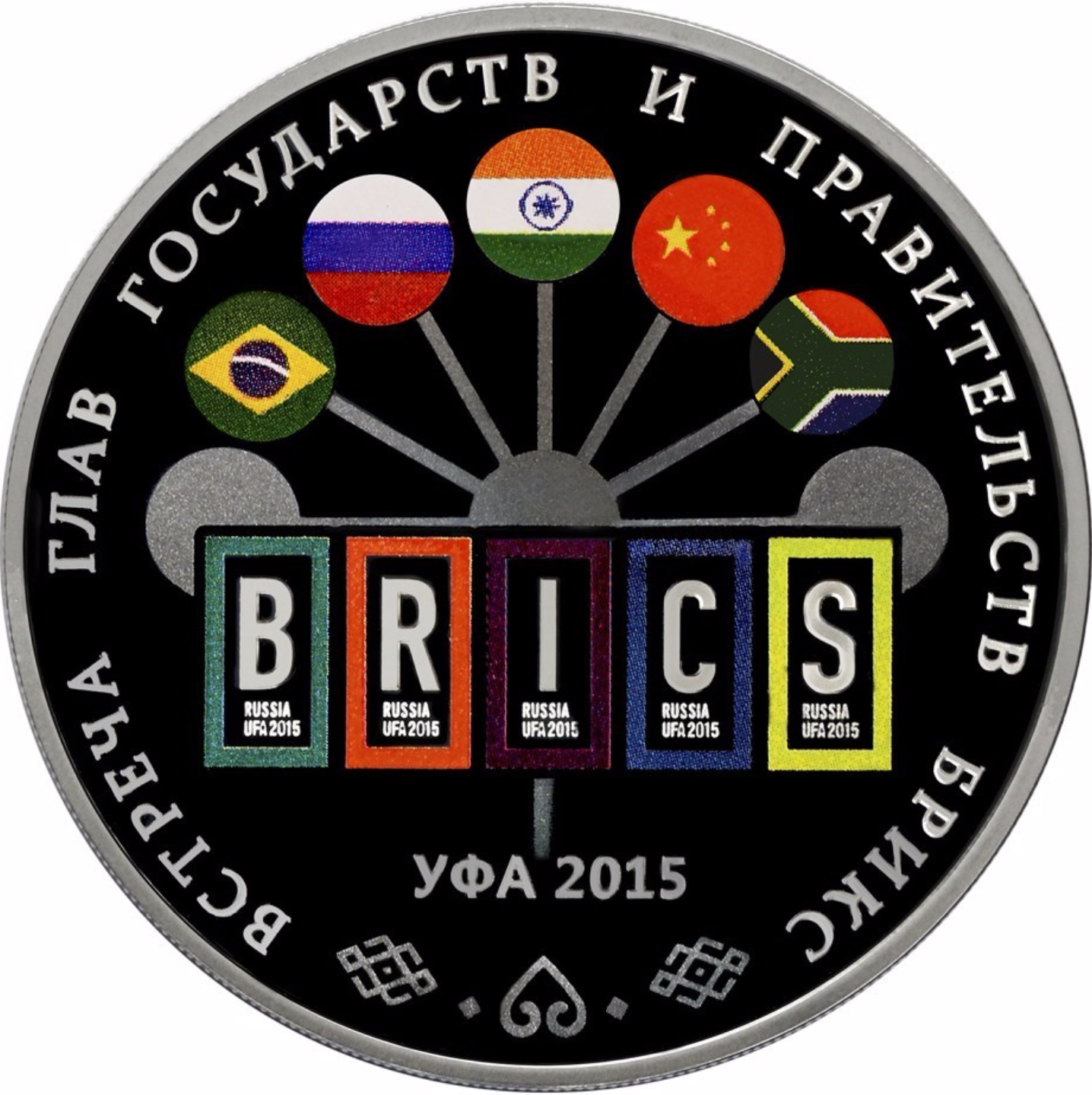
Монета Банка России, посвящённая встрече глав государств и правительств БРИКС в г. Уфе

- В 2015 году Банком России была выпущена памятная монета, посвящённая встрече глав государств и правительств БРИКС в г. Уфе[144].
- В 2016 году страны БРИКС создали объединённый пул валютных резервов на сумму 100 миллиардов долларов для кредитования участников в случае чрезвычайных ситуаций[59][145][146].
- В 2017 году важной идеей председательствовавшего в этом году Китая стал переход от разовых приглашений отдельных стран, не входящих в состав блока, к участию в его мероприятиях к формированию постоянного «круга друзей БРИКС» — стран, которые приглашаются к участию в мероприятиях БРИКС на постоянной основе[147].

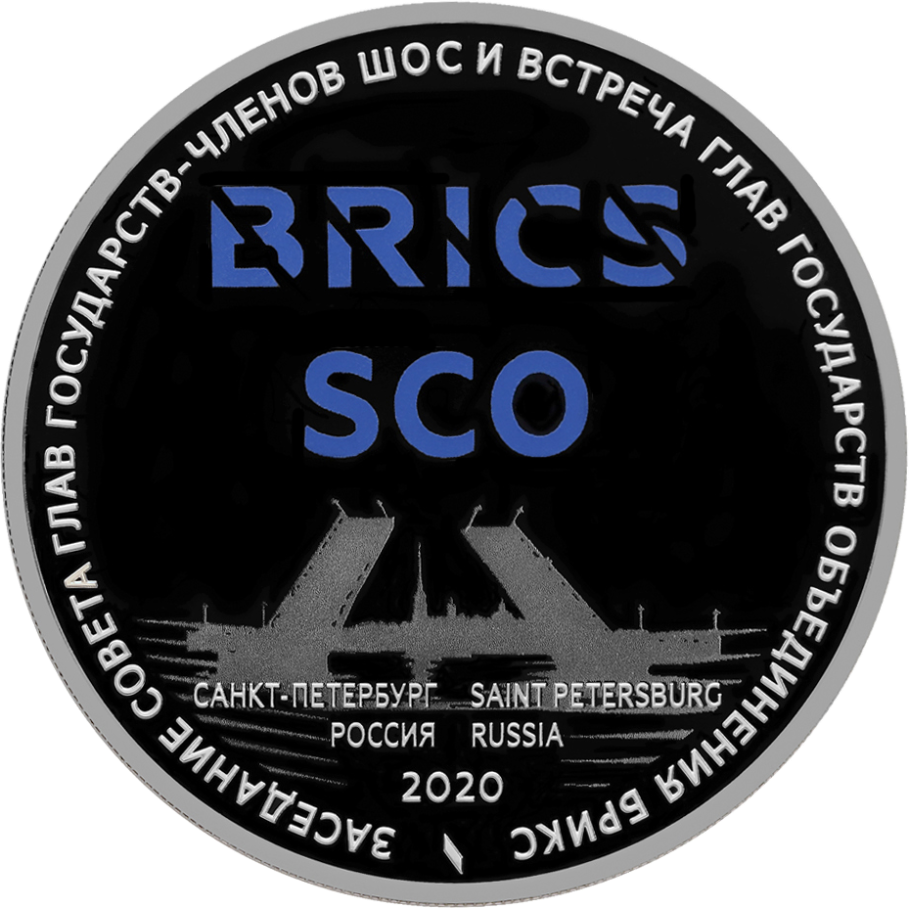
Монета Банка России. 3 рубля, 2020 г., серебро, реверс, пруф. Заседание Совета глав государств — членов ШОС и встреча глав государств, входящих в объединение БРИКС, в 2020 году под председательством Российской Федерации

- 2 ноября 2020 года Банк России выпустил в обращение памятную серебряную монету номиналом 3 рубля «Заседание Совета глав государств — членов ШОС и встреча глав государств, входящих в объединение БРИКС, в 2020 году под председательством Российской Федерации»[148].
- 18 августа 2021 года руководителями космических агентств стран БРИКС подписано соглашение о взаимном обмене данными со спутников дистанционного зондирования Земли и создании виртуальной группировки спутников для решения таких проблем как изменение климата и охрана окружающей среды[149].
- Торговля между членами блока с 2017 по 2022 год выросла на 56 % до 422 миллиардов долларов[59].
- К 2023 году Новый банк развития стран БРИКС одобрил кредиты на сумму около 33 миллиардов долларов. Деньги пошли в основном на инфраструктурные проекты, связанные с водоснабжением или транспортом[59].